# Skybound Entertainment
Skybound Entertainment es una empresa estadounidense de entretenimiento multiplataforma fundada por Robert Kirkman y David Alpert.  Opera en cooperación con Image Comics.

## Historia
Skybound Entertainment es la compañía detrás de la serie de cómics de larga duración, The Walking Dead, creada por Robert Kirkman. Desde su fundación en 2010, ha desarrollado proyectos en medios tradicionales y nuevos, incluyendo cómics, juegos, series de televisión, películas y series en medios digitales. Desde entonces, la compañía se lanzó al espacio de la realidad virtual y, en 2017, creó un estudio digital interno para contenido en línea.

### Subsidiarias
En 2016, se expandió internacionalmente con la apertura de Skybound North en Vancouver, dirigida por la exejecutiva de Lucasfilm Animation, Catherine Winder.
En abril de 2018, creó Skybound Games para publicar juegos independientes y licenciar videojuegos basados en su propiedad intelectual. En septiembre de 2018, se creó Skybound Stories, una empresa conjunta con Sky Group que crea videojuegos narrativos para móviles.
En 2021, se convirtió en el mayor accionista del desarrollador de juegos que cotiza en bolsa con 5th Planet Games. Este movimiento estratégico tenía como objetivo obtener un mejor acceso al mercado europeo. Dos años después, en 2023, Skybound se convirtió en el accionista mayoritario de la empresa.

## Historietas

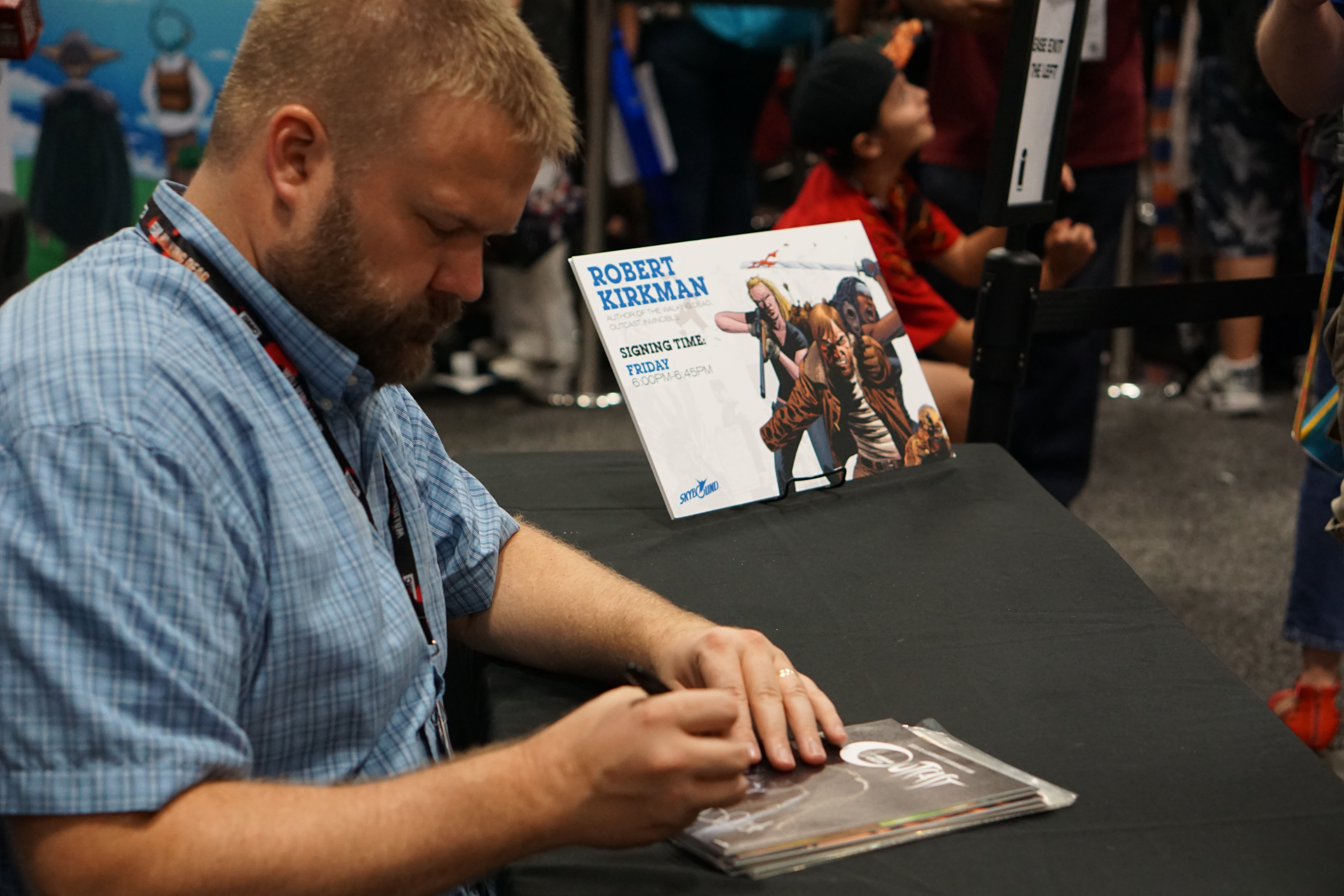
Kirkman en la libra de firmo en el stand de Skybound durante la Comic Con de San Diego 2016

Además de la serie de cómics ganadora del premio Eisner, The Walking Dead, y otros títulos de Kirkman incluyen el cómic de superhéroes de larga duración Invincible, Outcast, Super Dinosaur, Oblivion Song y Fire Power.
Con una plataforma impulsada por el creador, Skybound también ha creado otros títulos de cómics populares que incluyen el cómic de aventuras y fantasía Birthright, de Josh Williamson, y el cómic de ficción histórica, Manifest Destiny, de Chris Dingess.
En 2017, Skybound lanzó el cómic de venganza, Extremity, del creador Daniel Warren Johnson, y su primer cómic de terror vampírico, Redneck, de Donny Cates. En abril de 2021, se anunció que se lanzaría una miniserie de cinco números llamada Skybound X para celebrar los 10 años de Skybound, y el libro presenta diferentes historias por número, una de las cuales es Rick Grimes: 2000 de Kirkman y Ryan Ottley.
En febrero de 2023, se anunció que Kirkman y Lorenzo De Felici lanzarían Void Rivals, una nueva serie que daría inicio a un nuevo universo cómico compartido. En junio de 2023, se reveló más tarde que el libro lanzaría el Universo Energon y que publicaría cómics basados en Transformers y GI Joe. Esto incluiría Void Rivals de Kirkman y De Felici, Transformers de Daniel Warren Johnson, Duke de Joshua Williamson y Tom Reilly y Cobra Commander de Williamson y Andrea Milana.

### Skybound Comet
En 2021, se anunció que Skybound comenzaría una nueva línea titulada Skybound Comet, con novelas gráficas destinadas a lectores juveniles y de grado medio. El primero de estos libros incluye Clementine: Book One de Tillie Walden en julio de 2022, Everyday Hero Machine Boy de Tri Vuong e Irma Kniivila en septiembre de 2022, y Sea Serpent's Heir Book One de Mairghread Scott y Pablo Tunica en octubre de 2022.

## Televisión y cine
Después del éxito de Alpert y Kirkman con The Walking Dead de AMC, el dúo anunció planes para su segunda adaptación televisiva del cómic de Kirkman, Outcast en octubre de 2013. La serie recibió su primera aparición en Cinemax en febrero de 2015. Outcast se centra en el protagonista, Kyle Barnes, interpretado por Patrick Fugit, que lucha contra un demonio que ha plagado su pequeño pueblo de Virginia durante décadas. El elenco de la serie incluye a Philip Glenister, Brent Spiner, Reg E. Cathey y Wrenn Schmidt. La primera temporada se estrenó el 3 de junio de 2016 y fue renovada para una segunda temporada.
Posteriormente, Skybound se asoció con Viki para desarrollar el drama preapocalíptico coreano Five Year. La serie se rodará en Corea como un K-drama con un elenco y equipo local. En 2017, Skybound anunció una asociación con 360 Powwow para producir Five Year en varios mercados latinoamericanos. Esta serie documental de seis partes explora una amplia gama de temas de la historia y el mundo de los cómics y se estrenó en AMC el 12 de noviembre de 2017.
En 2017, se anunció que Universal Pictures estaba desarrollando una película basada en la segunda serie de cómics de mayor duración de Kirkman, Invincible, con Seth Rogen y Evan Goldberg. En 2018, se anunció que se estaba desarrollando una serie animada para adultos también basada en Invincible para Amazon Prime Video con Steven Yeun como Invincible y JK Simmons como Omni-Man. La serie cuenta con la producción ejecutiva de Kirkman, quien, además de ser el creador, escribió el piloto y el final de la temporada, con Simon Racioppa, David Alpert, Catherine Winder, Seth Rogen y Evan Goldberg como coproductores ejecutivos. La serie se lanzó el 26 de marzo de 2021 y Amazon la renovó para una segunda y tercera temporada. Otros proyectos cinematográficos de la compañía incluyen el largometraje AIR , protagonizado por Norman Reedus de The Walking Dead y el actor nominado al Premio de la Academia Djimon Hounsou. Ese mismo año, se anunció que Spin Master Entertainment y Atomic Cartoons realizarían una serie de televisión animada basada en Super Dinosaur, cómic que Kirkman creó junto a Jason Howard en 2011.
En 2019, Universal Pictures anunció el desarrollo de Renfield, una película de comedia de terror sobre el personaje del mismo nombre basada en una propuesta de Robert Kirkman, con Chris McKay como director. La película fue producida por McKay, Kirkman, David Alpert, Bryan Furst y Sean Furst en una empresa conjunta entre Skybound y Universal y se lanzó el 14 de abril de 2023.
En noviembre de 2023, Skybound anunció que había adquirido el Festival de animación de Spike y Mike. 

## Digital

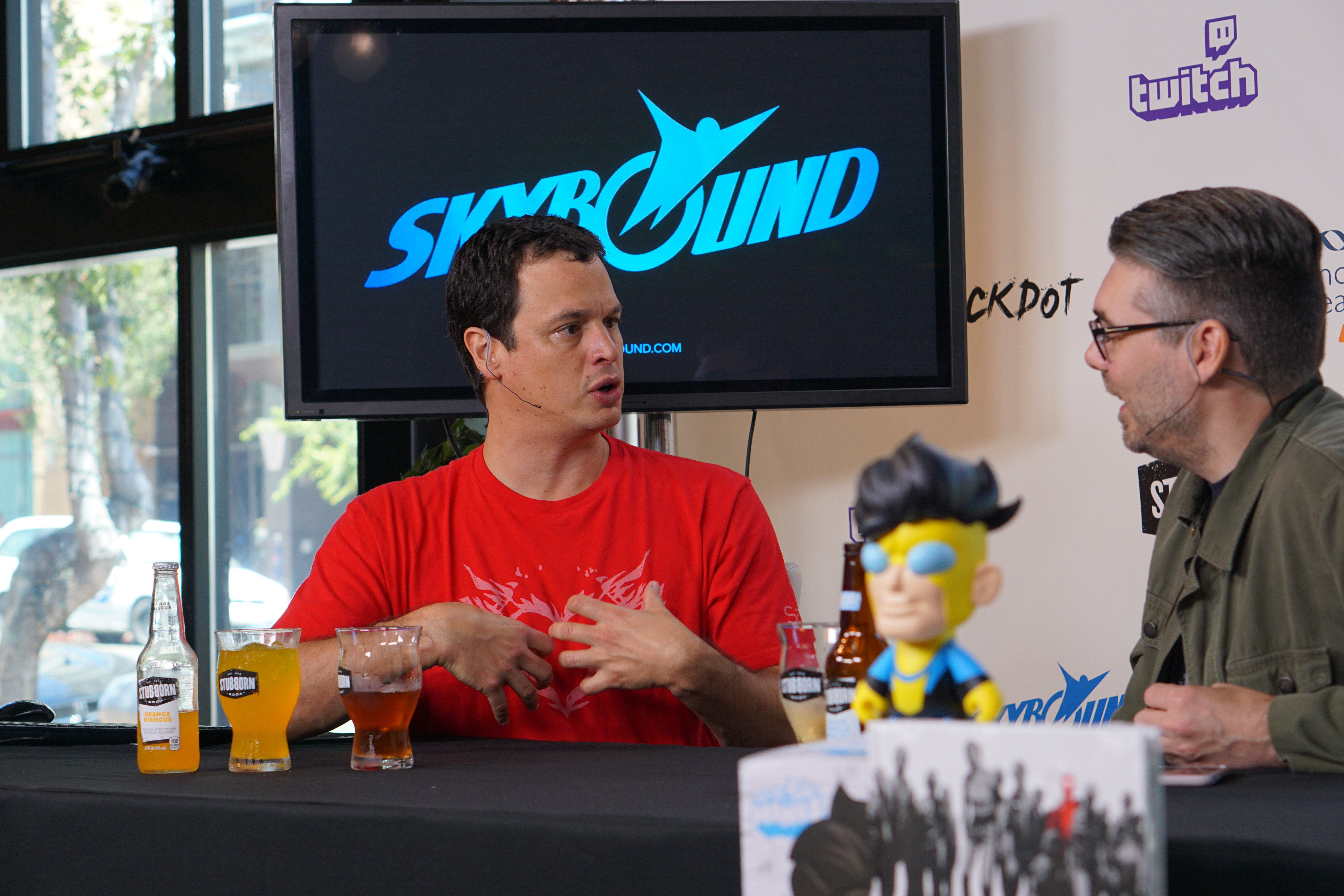
El director ejecutivo de Skybound, David Alpert, en la transmisión en vivo de Skybound durante la Comic Con de San Diego 2016

En 2015, Skybound lanzó la primera serie narrativa de realidad virtual, Gone, para la plataforma Milk VR de Samsung. A partir de 2016, produjo una serie de terror en realidad virtual, Lies Within, el primer proyecto de la asociación de Skybound con la compañía de teatro interactivo Delusion.
En 2017, Skybound abrió un estudio interno para crear y ampliar contenido digital original. Desde la apertura del espacio, desarrolló una serie Live.me centrada en la diversidad en la televisión y los medios, presentada por Yvette Nicole Brown. Otro contenido original filmado en el estudio incluye la serie semanal Skybound's Happy Hour. Happy Hour cuenta con invitados especiales cada semana para crear cócteles inspirados en The Walking Dead. Entre los invitados anteriores se encuentran Ross Marquand y Michael Traynor.

## Skybound Games
En abril de 2018, Skybound anunció la formación de Skybound Games, una división editorial centrada en juegos independientes, al tiempo que formó una división móvil Howyaknow, LLC. Coincidiendo con el anuncio, la compañía también firmó acuerdos de publicación para versiones de consola de los juegos Slime Rancher y The Long Dark.
En octubre de 2018, debido al colapso de Telltale Games, Skybound Games anunció que estarían trabajando para terminar los dos últimos episodios de The Walking Dead: The Final Season, "Broken Toys" y "Take Us Back", para finalizar el juego. Además del lanzamiento digital continuo, Skybound Games también lanzó ediciones físicas del juego para PlayStation 4, Xbox One y Nintendo Switch.
En febrero de 2019, la empresa anunció planes para lanzar versiones remasterizadas de seis juegos clásicos de Dungeon & Dragons : Baldur's Gate, Baldur's Gate II, Baldur's Gate: Siege of Dragonspear, Icewind Dale, Planescape: Torment y Neverwinter Nights. En 2020, Skybound Entertainment recaudó una nueva ronda de financiación de la empresa de juegos Com2uS Studios. Las dos compañías firmaron un acuerdo para desarrollar un juego móvil de The Walking Dead .

## Proyectos
- The Astounding Wolf-Man
- Battle Pope
- Before Your Eyes
- Birthright
- Brit
- Clone
- Cobra Commander
- Dark Ride
- Dead Body Road
- Demonic (from Pilot Season)[40]
- Die!Die!Die!
- Duke
- Extremity
- Fire Power
- Ghosted
- G.I. Joe: A Real American Hero
- Gone
- Guarding the Globe
- Green Valley
- Hardcore (from Pilot Season)[41]
- Heroes and Villains: The History of Comics
- Horizon
- Homestead Arcana
- The Infinite
- Invincible
- Invincible Universe
- Kill the Minotaur
- Kim-Joy's Magic Bakery[42]
- Kroma
- Lies Within
- Manifest Destiny
- Murder Falcon
- Oblivion Song
- Outcast
- Oxenfree
- The Outer Darkness'
- Redneck
- Rainbow Billy: The Curse of the Leviathan
- Science Dog
- Skybound X
- Skyward
- Stellar (from Pilot Season)[43]
- Stillwater
- Super Dinosaur
- Tech Jacket
- Thief of Thieves
- Transformers
- Ultramega
- Void Rivals
- The Walking Dead
- Witch Doctor

## Largometrajes
| 2015 | Aire     | Christian Cantamessa | Automatik Entertainment | Stage 6 Films Vertical Entertainment |
| 2023 | Renfield | Chris McKay          | Giant Wildcat           | Universal Pictures                   |

## Programas de televisión
| Año           | Serie                               | Details | Details             |
| Año           | Serie                               | Compañías de producción(es)                                                                                     | Redes               |
| ------------- | ----------------------------------- | --- | ------------------- |
| 2010–2022     | The Walking Dead                    | Idiot Box Productions Circle of Confusion Valhalla Entertainment AMC Studios                                    | AMC                 |
| 2015–2023     | Fear the Walking Dead               | Square Head Pictures Circle of Confusion Valhalla Entertainment AMC Studios                                     | AMC                 |
| 2016          | Scare PewDiePie                     | Maker Studios                                                                                                   | YouTube Red         |
| 2016–2019     | Outcast                             | Circle of Confusion Fox International Studios                                                                   | Cinemax             |
| 2018–2019     | Super Dinosaur                      | Spin Master Entertainment Atomic Cartoons Corus Entertainment                                                   | Teletoon (Canada)   |
| 2020–2021     | The Walking Dead: World Beyond      | Idiot Box Productions Circle of Confusion Valhalla Entertainment AMC Studios                                    | AMC                 |
| 2021–presente | Invincible                          | Skybound North Wind Sun Sky Entertainment Point Grey Pictures Skybound Animation Amazon Studios                 | Amazon Prime Video  |
| 2022          | Tales of the Walking Dead           | Illiterate Manifesto Idiot Box Productions Valhalla Entertainment Circle of Confusion AMC Studios               | AMC AMC+            |
| 2023–presente | The Walking Dead: Dead City         | Idiot Box Productions Valhalla Entertainment Circle of Confusion Schneibot AMC Studios                          | AMC                 |
| 2023–presente | PSI Cops                            | Corus Entertainment Oddfellows Labs Skybound Galactic Wind Sun Sky Entertainment Sony Pictures Television       | Adult Swim (Canada) |
| 2023–presente | The Walking Dead: Daryl Dixon       | Idiot Box Productions Valhalla Entertainment Circle of Confusion Remainder Men AMC Studios                      | AMC                 |
| 2024–presente | The Walking Dead: The Ones Who Live | Valhalla Enertainment Circle of Confusion Hush Hush Films Gurazoo Productions Idiot Box Productions AMC Studios | AMC                 |